# Acorn Computers
Acorn Computers Ltd was een Brits bedrijf dat processors en computers ontwierp. Het bedrijf is voornamelijk bekend van de BBC Micro en de afsplitsing ARM Holdings, dat chips ontwerpt voor mobiele apparaten en consoles.

## Geschiedenis
Op 5 december 1978 werd door Hermann Hauser en Chris Curry Cambridge Processor Unit Ltd (CPU Ltd) opgericht, een adviesbureau om computercomponenten te ontwerpen en bouwen. Hun eerste opdracht kwam van Ace Coin Equipment (ACE) om een controller met microprocessor te ontwerpen voor een gokautomaat.
Met het geld uit de ontwerpopdrachten begon CPU aan de bouw van microcomputersystemen. Het eerste product, de Acorn System 75, werd in januari 1979 uitgegeven onder de merknaam Acorn Computers Ltd, om de risico's van twee bedrijfstakken te beperken. Rond die tijd zette Andy Hopper Orbis Ltd op om het netwerksysteem Cambridge Ring te commercialiseren. Al snel kwam Hopper bij CPU om CPU te promoten bij de Computer Laboratory van de Universiteit van Cambridge. CPU kocht Orbis en Hopper's aandelen in Orbis werden omgezet in aandelen in CPU. Doordat Acorn steeds verder groeide, werden de taken van CPU verplaatst naar Acorn Computers en veranderde de rol van CPU steeds meer naar een holding.

### Acorn System

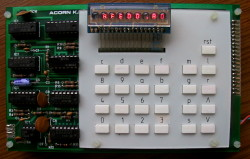
Acorn System 1

Vanaf 1979 begon Acorn met het produceren van microcomputers. De Acorn Microcomputer, later hernoemd tot Acorn System 1, was een microcomputer gericht op gebruik in laboratoria, maar door de lage prijs was de Acorn System 1 ook redelijk populair bij hobbyisten.
In 1980 ging Acorn door met het ontwikkelen van de Acorn System 2, die de processor op een Eurocard-printplaat had zitten en een cassette-interface had. De Acorn System 3 verving in 1982 de cassette-interface door een floppydrive en had extra RAM en ROM-geheugen. De Acorn System 4 werd in datzelfde jaar uitgegeven met meer geheugen en 2 floppydrives. De Acorn System 5 was de laatste uit de serie en werd in 1983 uitgegeven. Het had eveneens 2 floppydrives en in de kast was ruimte voor 7 of 10 eurocards.
Alle Acorn System-systemen konden worden gekoppeld met een extern toetsenbord, de behuizing die ook voor de Acorn Atom werd gebruikt.

### Acorn Atom
In 1980 begon Acorn met de productie van de Acorn Atom. De Atom was de Acorn's eerste microcomputer die gericht was op algemeen gebruik (homecomputer). De omhuizing had een geïntegreerd toetsenbord. In de behuizing zat een versie van de Acorn System 3. De Atom was redelijk succesvol.

### Acorn Proton en BBC Micro

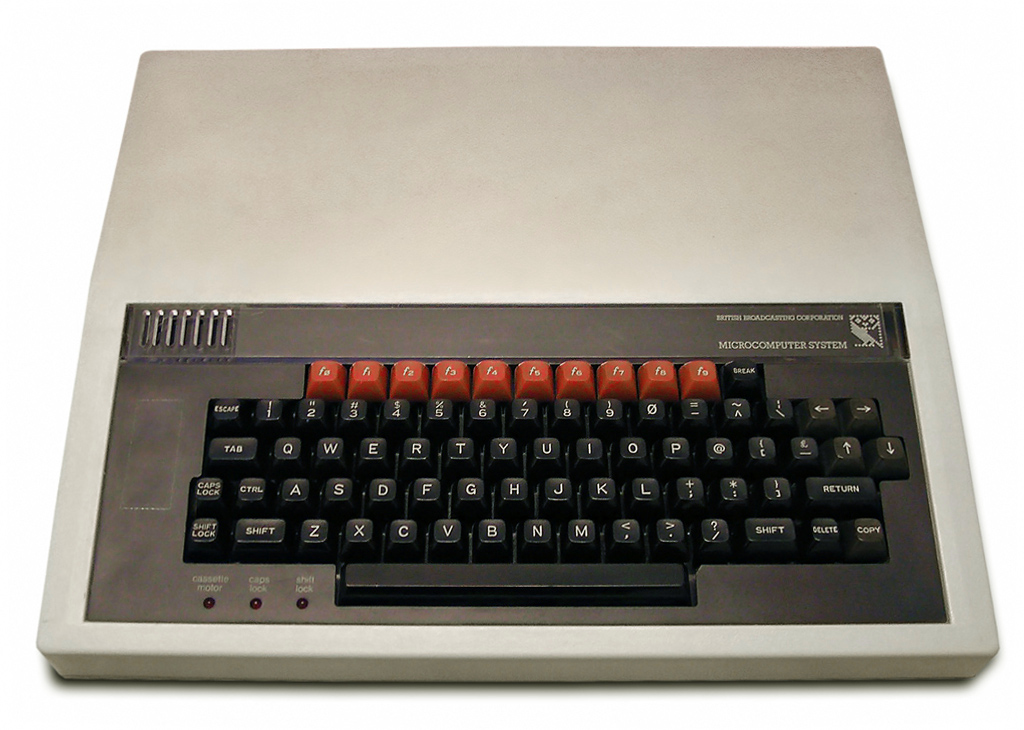
Acorn BBC Micro

Na het uitbrengen van de Atom begon Acorn aan het ontwikkelen van de Acorn Proton. Een van de belangrijkste verbeteringen in deze computer was de introductie van de Tube, een interface die het mogelijk maakte een tweede processor te koppelen aan de eerste processor, waardoor de eerste processor alleen nog I/O-taken hoefde uit te voeren.
Begin 1980 begon de BBC met het Computer Literacy Project na de invloedrijke documentaire The Mighty Micro van ITV. In deze documentaire werd door Dr Christopher Evans een microprocessorrevolutie voorspeld. De BBC wilde bij dit project een computer laten maken die vervolgens terugkwam in een televisieserie waarin functies van de computer gedemonstreerd werden. In eerste instantie werd de NewBrain van Newbury Laboratories gekozen door de BBC om te worden verkocht naast de serie. Toen duidelijk werd dat de computer niet voor de deadline geproduceerd kon worden zocht BBC naar een nieuwe partner. Uiteindelijk werd de Acorn Proton gekozen, en uitgegeven als de BBC Micro.
De BBC Micro was een enorm succes. Van de BBC Micro zouden meer dan 1,5 miljoen exemplaren verkocht worden. Waar Acorn Computers in 1979 maar een winst van £3000 maakte, werd deze winst verhoogt naar £8,6 miljoen in 1983.
Van de BBC Micro zijn 8 versies gemaakt, waar de laatste 3 vaak worden gerekend tot de Acorn Archimedesserie in plaats van de BBC Microserie.

### RISC
Acorn wilde een computer ontwerpen gericht op de bedrijfsmarkt, maar had problemen om dit te realiseren. Om een volwaardige bedrijfscomputer te bouwen moesten er co-processors worden gekoppeld aan de processor in een van hun toenmalige computers. Dit bezorgde echter niet de benodigde specificaties. De uitgave van de Apple Lisa, die een grafische interface had, verplichte Acorn om ook een grafische interface te maken voor hun computer.
Omdat er geen geschikte processors waren om als basis voor een coprocessor te dienen, besloot Acorn om zelf een processor te ontwerpen. Ze besloten op basis van het Berkeley RISC-onderzoek een RISC-processor te ontwerpen: De ARM-CPU (Acorn Risc Machine).

### Financiële problemen
In 1983 werd de Acorn Electron gepresenteerd. Er waren 300.000 bestellingen voor de feestdagen, maar vanwege productieproblemen konden er slechts 30.000 computers geleverd worden. Doordat Acorn de productie niet tussentijds terug kon brengen, bleef ze vervolgens zitten met 250.000 Electron's. Ondertussen besteedde Acorn ook een hoop geld in de BBC Master, ARM en probeerde ze hun markt uit te breiden in de Verenigde Staten. Om naar de Verenigde Staten te exporteren, moesten de producten die geëxporteerd werden minder straling uitzenden. Er werd een hoop geld geïnvesteerd om dit voor elkaar te krijgen, maar de producten die dit opleverde verkochten bijna niet. Ook hier ontstond een enorme kostenpost voor Acorn.
Alleen al tussen halverwege 1984 en begin 1985 boekte Acorn een verlies van 11 miljoen pond. In februari 1985 besloot een van de crediteuren de procedure aan te vragen om Acorn failliet te verklaren. Na korte onderhandelingen kocht Olivetti op 20 februari 49.3% van Acorn voor 12 miljoen pond. In september dat jaar breidde ze hun aandeel uit tot 79%.

### BBC Master & Archimedes

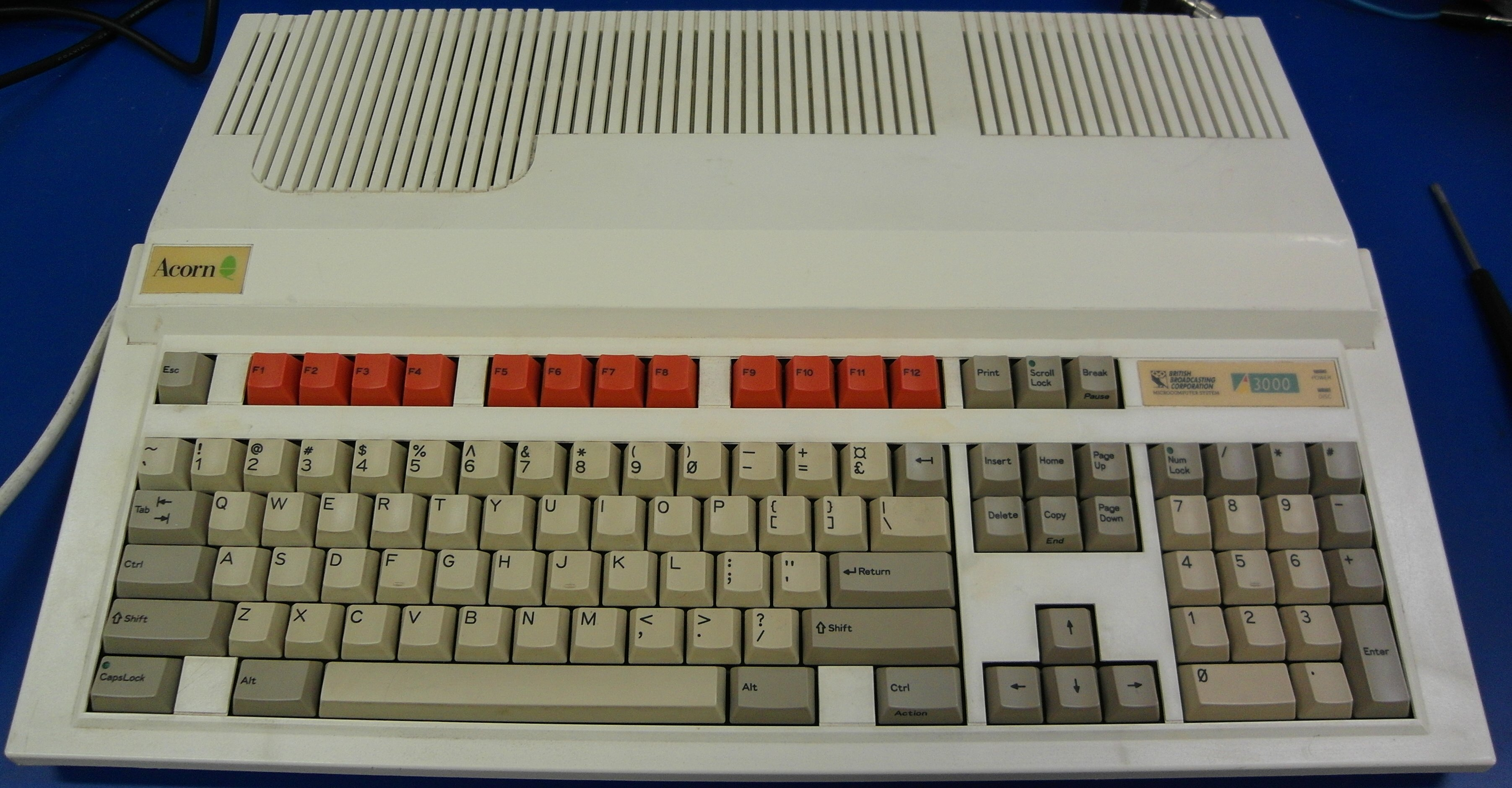
Acorn Archimedes A3000

In februari 1986 stopte Acorn met de productie en verkoop van computers in de Verenigde Staten. Ze verkocht het restant van de computers aan een Basic, een dochterbedrijf van Datum die de computers fabriceerde.
Rond die tijd werd ook de BBC Master gelanceerd. Er werden zo'n 200.000 exemplaren van deze computer verkocht, maar toch was de computer niet echt populair. Dit blijkt onder andere uit het feit dat er weinig software gemaakt is voor deze computer. De computer was echter ook compatibel met de software van de BBC B.
Na de uitgave van de BBC Master ging Acorn verder met de RISC-architectuur. Eerst werden er systemen ontwikkeld waarop programma's konden ontwikkeld die werkten met een RISC-processor. De naam van die systemen was: ARM Development System.
Halverwege 1987 kwam vervolgens de Acorn Archimedes uit, Acorn's computer op basis van een RISC-architectuur. Hoewel de Archimedes, dankzij haar RISC-architectuur, sneller en krachtiger was dan de andere computers rond die tijd, verkocht Acorn weinig van deze computers aan gezinnen. Wel werd de computer veelvuldig gekocht door scholen. De Archimedes werd in 1994 opgevolgd door de Risc PC.

### ARM en Apple

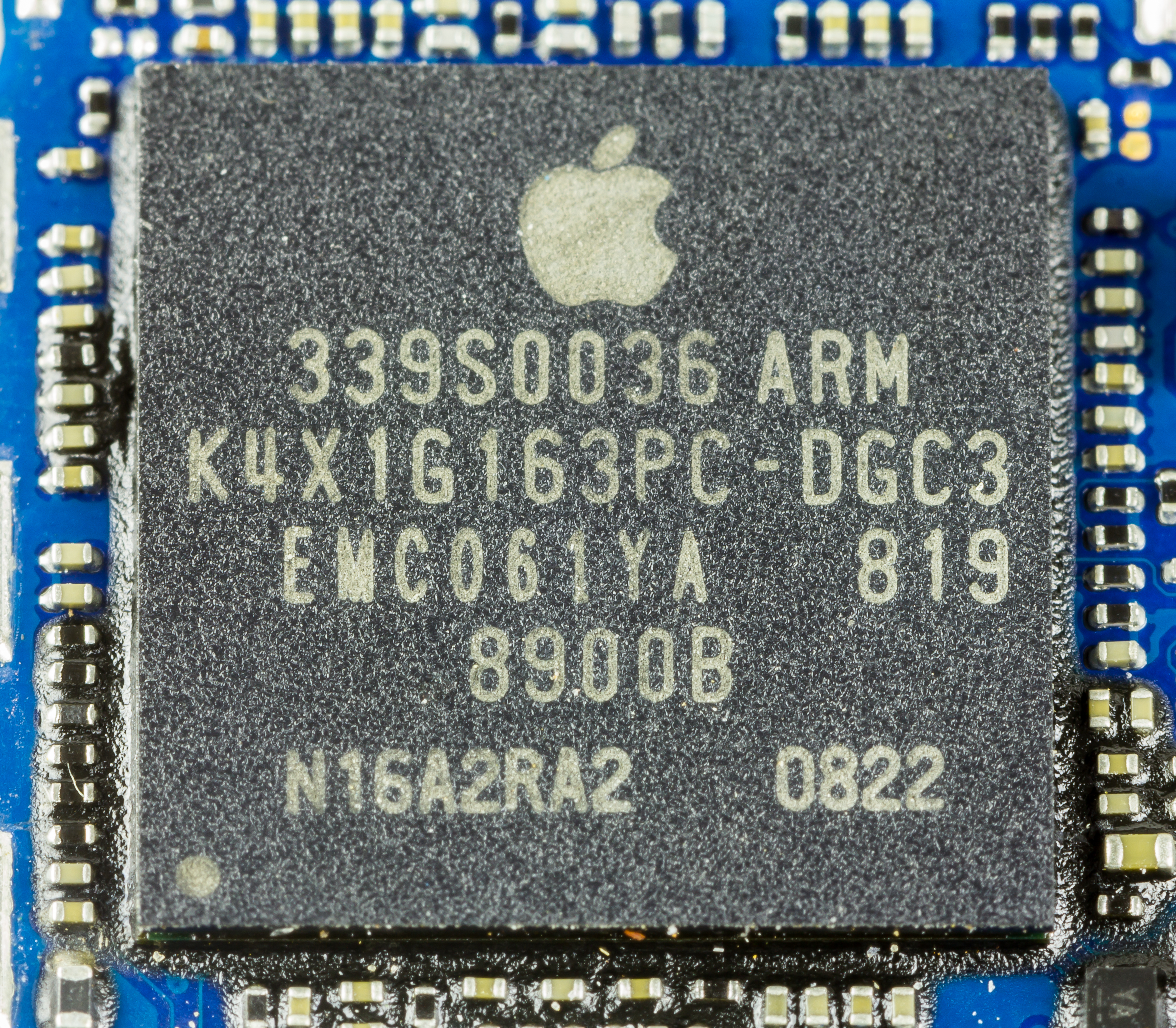
ARM-processor in een iPhone 3G

Rond 1990 kwam de IBM PC in opkomst en Acorn onderzocht de mogelijkheden om haar RISC-processor ook op andere plekken in te zetten. Acorn had al eerder geprobeerd om samen te werken met Apple voor het Möbius-project. Hoewel de RISC-processor het goed deed voor deze computer, werd het project afgeblazen omdat Apple bang was dat de computer zou concurreren met hun Macintosh.
Later zocht Apple een processor die aan een aantal strikte eisen voldeed, waaronder dat het volledig uit statische logica bestond (red. een processor die zijn toestand niet verliest als de klok wordt stilgezet). Hoewel de RISC-processor niet volledig hieraan voldeed, was het wel de enige die dicht in de buurt kwam. Acorn en Apple begonnen daarom met het doorontwikkelen van de ARM-processor. Ze besloten dat ze meer zouden bereiken als de ARM-ontwikkeling werd afgesplitst van Acorn. ARM Ltd werd daarom opgericht in november 1990 met de ontwikkelaars van de RISC-processor, aangevuld met mensen van Apple. Zowel Apple als Acorn hadden in 1996 beiden een aandeel van 43% in ARM. VLSI had de overige aandelen.

### Video on demand
In 1994 probeerde ook Acorn winst te halen uit de video-on-demand-boom. Ze zette samen met Online Media, Anglia Television en Cambridge Cable een testproef op in Cambridge. In 1995 probeerde ze extra geld te krijgen om de ontwikkeling voort te zetten. Er bleek onvoldoende vraag te zijn naar zulke systemen en daarmee werd er niet veel winst geboekt met dit project.

### Element 14
In 1998 boekte Acorn forse verliezen en als gevolg daarvan werd de organisatie drastisch hervormd in september 1998. De afdeling die werkstations ontwikkelde werd gesloten en 40% van het personeel verloor hierdoor hun baan. De Risc PC 2, codenaam Phoebe, die bijna klaar was, werd geannuleerd. Dit zorgde ervoor dat de verliezen stukken minder werden. Acorn bleef zich enerzijds focussen op settopboxen en anderzijds op digitale signaalprocessors.
Om hierbij te helpen, zette Acorn een kantoor op in Bristol waar silicons werden ontworpen door voormalig personeel van STMicroelectronics. Daarnaast begon Acorn ook met het verkopen van hun aandelen in bedrijven die te maken hadden met hun werkstations. In oktober 1998 verkocht Acorn de ontwerpen van haar computers aan Castle Technology. In januari 1999 verkocht ze haar helft van de aandelen in Xemplar Education aan Apple en in maart van dat jaar verkocht Acorn ook de licentie voor het ontwikkelen en verkopen van RISC OS aan RISCOS Ltd.
In januari 1999 veranderde Acorn van naam: Element 14. Zodoende hoopte ze dat ze afstand konden nemen van de educatiemarkt waar ze in de afgelopen 20 jaar veel zaken mee deden. Rond die tijd waren de aandelen van Acorn in ARM meer waard, dan wat het bedrijf zelf waard was. Investeerders drongen er daarom op aan om de aandelen van ARM te verkopen en daar winst uit te halen. In mei 1999 deed MSDW Investment Holdings Limited een bod op de aandelen van aandeelhouders van Acorn. Ze zouden 2 aandelen krijgen voor iedere 5 aandelen in Acorn die ze hadden. De aandeelhouders gingen hiermee akkoord en Acorn werd door MSDW gekocht voor 270 miljoen pond. Met deze deal werd ook de afdeling voor settopboxen verkocht aan Pace Micro Technology.
In februari 2000 nam Element 14 succesvol het personeel over van Alcatel's DSL-afdeling. Hier valt te zien dat Element 14 zich meer ging richten op DSP's en DSL. Ze ontwikkelde IPTV over telefoonlijnen. De ontwikkeling van DSP-producten ging door, totdat in november 2000 Element 14 werd overgenomen door Broadcom voor 366 miljoen pond.

## Merkrecht
In het begin van 2006 werd het merkrecht van Acorn overgenomen van het Franse bedrijf Aristide & Co Antiquaire De Marques door een bedrijf in Nottingham. Dit bedrijf werd aan het eind van 2009 ontbonden. Aan het eind van 2011 werd het merkrecht overgenomen door een Frans bedrijf Data Access.

## Populaire cultuur
Het verhaal van de oprichting van Acorn werd verbeeld in de BBC televisiefilm Micro Men uit 2009. Deze film ging over de rivaliteit die in de jaren '80 bestond tussen Acorn en Sinclair (geleid door Clive Sinclair).